# گروبلنو (لهستان)
گروبلنو (به لهستانی:  Grobelno) یک روستا در لهستان است که در گمینا مالبورک واقع شده‌است. گروبلنو ۱۵۰ نفر جمعیت دارد.